# Steinar Sagen
Steinar Sagen (Oslo, 24 februari 1975) is een Noors radiopresentator, komiek, stem-, televisie- en filmacteur. Hij presenteert sinds 2006 met zijn broer Tore Sagen en Bjarte Tjøstheim het radioprogramma Radioresepsjonen op de radiozender NRK P3. Het eerste radioprogramma dat Sagen presenteerde, was Munn til Munn bij de NRK P3 met Guri Solberg en Håvard Lilleheie in 2000. Van 2001 tot 2003 presenteerde hij het radioprogramma Holger Nielsens Metode, waar hij ook Bjarte Tjøstheim leerde kennen. In 2003 werd dit programma vervangen door P3Morgen, wat Sagen met Tjøstheim presenteerde.
In 1998 maakte Sagen zijn televisiedebuut in de serie Bot og bedring. Hij speelde in die serie één aflevering een bakkersleerling. In 2012 speelde Sagen in 15 van de 16 aflevering van de televisieserie Lilyhammer het personage Roar Lien.

## Privéleven
Sagen is niet getrouwd. Hij heeft uit een eerdere relatie een dochter, genaamd Elida. Sagen heeft als hobby's jagen en vissen.